# Victor Karpenko
Victor Aleksandrovich Karpenko est un footballeur ouzbek né le 7 septembre 1977 à Tachkent en RSS d'Ouzbékistan (Union soviétique). Il évolue au poste de milieu de terrain.

## Carrière

### En club
- 1997-1998 : FK Boukhara
- 1999 : FK Kyzylkum Zarafshan
- 2000-2001 : FK Chinnik Iaroslavl
- 2002 : FK Tchita
- 2003-2004 : FK Chinnik Iaroslavl
- 2004 : FK Sokol Saratov
- 2005-2006 : FC Kairat Almaty
- 2007- : FC Bunyodkor

### En sélection
- 37 sélections et 3 buts avec l'équipe d'Ouzbékistan de football depuis 2003.